# Oliver La Farge
Pour les articles homonymes, voir La Farge.
Oliver La Farge (né le 9 décembre 1901 à New York et mort le 2 août 1963) est un anthropologue et écrivain américain.
Il a reçu le Prix Pulitzer du roman en 1930 pour Laughing Boy (en), qui a été adapté au cinéma en 1934 sous le même titre.

## Ouvrages
Hors fiction
- Tribes and Temples (avec Frans Blom) 1926-27
- The Year Bearer's People (avec Douglas Byers) 1931
- Introduction to American Indian Art (avec John Sloan) 1931
- An Alphabet for Writing the Navajo Language, 1940
- As Long As The Grass Can Grow - Indians Today, with photographs by Helen M. Post, 1940
- The Changing Indian (editeur) 1942
- War Below Zero: The Battle for Greenland (Colonel Bernt Balchen, avec le Major Corey Ford), 1944
- Santa Eulalia: The Religion of a Cuchumatan Indian Town (1947)
- The Eagle in the Egg, 1949
- Cochise of Arizona, 1953
- The Mother Ditch, 1954
- A Pictorial History of the American Indian (1956)
- Behind the Mountains (1956)
- Santa Fe: The Autobiography of a Southwestern Town (avec Arthur N. Morgan) 1959

Fiction
- Laughing Boy (en) (1929), roman
- Sparks Fly Upward (1931), roman
- Long Pennant (1933), roman
- All the Young Men (1935), histoires courtes
- The Enemy Gods (1937), roman
- The Copper Pot (1942), roman
- Raw Material (1945), mémoire
- A Pause in the Desert (1957), histoires courtes
- The Door in the Wall (1965), histoires courtes
- The Man With the Calabash Pipe, 1966